# 文昌三
大熊座φ，又名BD+54 1331，HD 85235、SAO 27408、HR 3894，是大熊座的一颗恒星，视星等为4.59，位于銀經160.87，銀緯47.7，其B1900.0坐标为赤經9h 45m 18.2s，赤緯+54° 47.7′ 54″。